# Port-salut
El Port-salut és un formatge de pasta premsada no cuita francès de la zona de Mayenne, al País del Loira.

## Història
El Port-salut original prové de l'Abadia del Port-du-Salut a la localitat d'Entrammes, al costat de Laval (departament de Mayenne). Els monjos trappistes han continuat fent el formatge amb el nom de Formatge de l'Abadia, escrit amb majúscules, amb l'afegit amb minúscula de fabricat a l'Abadia del Port-du-Salut, durant un període llarg, abans d'acabar la producció. Després de guanyar un procés per l'ús del nom de Port-Salut (sense el du) els monjos van vendre la formatgeria moderna al grup SAFR. A continuació van engegar l'antiga formatgeria per continuar fent el seu formatge. La còpia industrial d'aquest formatge és el Saint-Paulin.

## Origen
El Port-Salut deu el seu sabor al secret de Darfeld que deu el seu nom a una localitat de Westfàlia. La història remunta al 1794, quan els emigrats francesos, els nobles i algun dels 5000 representants del clergat que havien refusat a prestar jurament a la Constitució Civil del Clergat van demanar d'instal·lar-se en aquesta zona d'Alemanya. Acollits amb simpatia per raons religioses, els emigrats van pagar l'hospitalitat dels habitants del territori donant-los cursos de francès, de dansa i de dibuix, o ajudant-los a les granges. El 1802, un any després de la signatura del concordat del 1801 entre França i el papat, Napoleó va proclamar un armistici general que va permetre als emigrats tornar a França. Entre aquests els monjos trapistes que van rebre el 1795 l'autorització del baró de Droste zu Vischering d'instal·lar-se a Darfeld. Aquí, ells van criar ovelles i vaques i van produir el formatge regional, fins llavors poc conegut fora de Westfàlia. Després de vint anys d'exili els trapistes van fundar el seu monestir a Entrammes on van reprendre la producció de formatge, que va rebre el nom del seu nou convent, Maison Dieu de Notre-Dame du Port du Salut.

## Fabricació
La producció d'aquest formatge és intensiva a Hongria que de tot el formatge consumit, un 80% és d'aquest tipus.